# Amalija
Amalija je žensko osebno ime.

## Slovenske različice
Amalija, Amalia, Amelia, Amelija, Amalja, Amalka, Malči, Mačika, Malčka,Malka

## Tujejezikovne različice
- pri Angležih: Amelia
- pri Francozih: Amelie, Ameline, Amelot, Melin
- pri Nemcih: Amelia, Male

## Izvor in pomen imena
Ime Amalija izhaja iz nemščine in ga razlagajo kot skrajšano obliko iz germanskih dvočlenskih imen, ki se začenjajo z Amal-. Pomen sestavine amal v teh imenih ni čisto jasen. Nahaja se v imenu vzhodnogotske kraljevske družine Amali in je mogoče pridevniška izpeljanka iz korena am z domnevnim pomenom »priden, delaven«.

## Pogostost imena
- Leta 1994 je bilo po podatkih iz knjige Leksikon imen Janeza Kebra v Sloveniji 3593 nosilk imena Amalija. Ostale oblike imena, ki so bile še v uporabi: Amalia(11), Amelia(13), Amelija(44), Malči(54), Malčika(4) in Malka(22).
- Po podatkih Statističnega urada Republike Slovenije je bilo na dan 31. decembra 2007 v Sloveniji število ženskih oseb z imenom Amalija: 2.387. Med vsemi ženskimi imeni pa je ime Amalja po pogostosti uporabe uvrščeno na 110. mesto.[2]

## Osebni praznik
V koledarju je Amalija. žena lotarinškega grofa Witgera, ki je živela v 7. stoletju. God praznuje 10. julija in Amalija redovnica, ki god praznuje 12. decembra.

## Slavni nosilci imena
- Amelia Earhart, ameriška pilotka in avanturistka